# Mayetiola ammophila
Mayetiola ammophila är en tvåvingeart som beskrevs av Gagne 1975. Mayetiola ammophila ingår i släktet Mayetiola och familjen gallmyggor. Inga underarter finns listade i Catalogue of Life.